# Wilhelm Friedrich (Polizeirat)
Wilhelm Friedrich (* 27. September 1904 in Kaltennordheim; † 27. Dezember 1962 in Düsseldorf) war ein Polizeirat, welcher als Leiter des „Judenreferats“ in der Düsseldorfer Gestapo wirkte. In dieser Position war er für die Deportation und den Mord zahlreicher Juden beteiligt.

## Leben

### Karriere
Im Jahre 1920 trat Friedrich in Langenberg in den Dienst der dortigen Stadtverwaltung ein. Bis zum Jahre 1923 wurde er Verwaltungsgehilfe bei der Wuppertaler Polizei. Dort absolvierte er auch eine Prüfung für den oberen Polizeiverwaltungsdienst. Zum 1. Dezember 1932 trat Friedrich der NSDAP bei (Mitgliedsnummer 1.403.792) und wurde nach der Machtübernahme der Nationalsozialisten der „Politischen Abteilung“ zugeordnet. Im Mai 1934 wurde er Mitglied der Düsseldorfer Gestapo und übernahm im Herbst 1935 die Leitung der „Kulturabteilung II B“, zu der auch das sogenannte „Judenreferat“ gehörte. Zu diesem Zeitpunkt wurde er auch schon zum Polizeioberinspektor befördert, worauf im Jahre 1940 die Beförderung zum Polizeirat folgte. Friedrich organisierte federführend alle Deportationen der Jahre 1941 und 1942 in Düsseldorf und der Umgebung. 1943 übernahm er die „Nachrichtenabteilung“ der Gestapo; sein Nachfolger im Judenreferat wurde Paul Burghoff.
Nach dem Ende des Zweiten Weltkrieges wurde Friedrich inhaftiert und im Jahre 1947 zu drei Jahren Haft verurteilt. Nach seiner Freilassung kehrte er nicht mehr zum Polizeidienst zurück.

### Familie
Friedrich heiratete am 7. Oktober 1941 und bekam zwei Kinder.